# Fadebur
Fadebur, klædekammer eller forrådshus er et rum eller hus til opbevaring af fødevarer.
Ordet kommer af gammelt dansk fat, i flertal føt ɔ: klæder (grundbetydningen er "at fatte", "omslutte", indeholde") og "bur" er en af de mange arter af isolerede træbygninger, som i nordisk middelalder dannede gårdkomplekset. Det var ofte forsynet med loft, et øvre stokværk med udskydende svalegang. Her gemtes tillige alskens husgeråd, og i loftet kunne findes faste senge, hvor gæster sov. Fra Danmark er disse træhuse for længst forsvundne og tillige fra Skåne, Halland og Blekinge, men på den anden side af Smålandsgrænsen findes endnu flere. De kaldes her "lofthuse". Et sådant, som er afbilledet og som nu findes på Dansk Folkemuseums Frilandsafdeling ved Lyngby, er fra Åbro vest for Kalmar. Det største og mest karakteristiske fadebur står i Østra Ryd Sogn, Østergøtland. Fadeburs anvendelse som opbevaringssted for rørligt og kostbart gods var årsag til, at ordet i middelalderen brugtes både for at betegne skat og skatkammer: kongens og dronningens fadebur, samt det omfattende udstyr, der fulgte kongerne på deres stadige rejser, senere kaldet kongens kammer. Nu er fadebur reduceret til at betyde "spisekammer" eller "forrådskammer", "stabbur".
Ordet "stabbur" skal komme af stav-bur. I nogle dele af Norge kaldes de "stolpehus", "stolpebod" eller kun "bur", som i "jomfrubur".
Stabburet tjente også som bygdernes kornmagasiner med tanke på dårlige tider. I Trondheim blev sådanne oprettet allerede under den svenske besættelse i 1600-tallet. Kornmonopolet fra 16. september 1735 førte til kornmangel flere steder i Norge, forsøgt afhjulpet ved forordning af 2. december 1741 og senere initiativer i 1750- og 1760-årene til ringe nytte. Det var privat initiativ, der sørgede for kornmagasiner i Ulvik i 1775 og i Fron i Gudbrandsdalen i 1778. I 1787 sørgede Maren Juel for at få bygget kornmagasinet i Odalen. Under napoleonskrigene og den engelske blokade af Norge blev kornmagasinerne af uhyre vigtighed. Her lagrede man korn fra år med god avling og importeret korn fra Danmark og Rusland. Efter 1837 var det formandskabet, der som regel forvaltede de norske kornmagasiner. Stabburet på Østre Hunn i Overhalla, som var bygdens kornmagasin, er nu nedrevet; men tiendestabburet på Grande fra sidst i 1700-tallet står stadigvæk. Kornet som blev lagret der, var tænkt som præstens løn. På Romsdalsmuseet står to stabbur: Præstens og tiendestabburet. Det sidstnævnte blev overtaget af gårdens forpagter, da tiendestabburet tabte sin funktion med formandskabslovene i 1837, mens præsten benyttede det nordligste fadebur, bygget omkring 1630.
Fra omkring 1850 kom der korn fra USA, og kornmagasinerne kunne afvikles og fortjenesten danne grundfond for den lokale sparebank. Lademoens kornmagasin ved Trondheim blev efterfulgt af et på Tyholt gård. Da Strindens sparebank åbnede i 1842, var det baseret på et grundfond fra salget af kornet lagret på Tyholt.

## Ekstern henvisning
- ODS på nettet